# 未解決事件
未解決事件（みかいけつじけん）とは、容疑者が検挙、または判明・発覚などが一切できていない刑事事件のことである。
捜査または捜索等が行き詰まった場合、または公訴時効が成立して未解決となった事件は、完全犯罪が成立することを意味し、また「迷宮入り」とも言われる。
社会との関わりとして、長期間に逃走した犯人が逮捕された後に身柄が判っているものも原則、｢犯人がわかっている未解決事件｣として表現される場合もある。
警察庁はこの他、令和改元（2019年5月1日）以降にも、未解決の殺人・（児童の）失踪・窃盗などの事件が多く相次いで発生していることから、長期捜査中も含めた該当する未解決事件の謝礼金および懸賞金または報奨金等を用意して、事件の解決、または解明に向けての有力な情報に提供を呼び掛けている（後述）。

## 概要
未解決事件が存在することは犯人が社会的に裁かれるのを不当に免れることになり、被害者と遺族の苦しみが続き、また、罪を犯した者を法によって裁き、罪を償わせるという刑事法の目的を達成することができない。また犯人による再犯の恐れもあり、社会への重大な不利益となる。また、犯罪捜査を責務とする捜査当局（警察）にしても、犯人を取り逃がすことで公訴時効を迎えてしまう場合も多々あるため、警察の信用も損ねることになる。
広義では捜査当局によってある程度犯人を特定され、指名手配されている場合があるものの、国外へ逃亡している場合も多いため刑事裁判が開けない事件も未解決事件として扱われる場合がある。また首謀者など事件の全容を知る人物の死亡により、全貌を解明できなくなった事件や、別に真犯人がいるとする説がある事件も未解決事件として扱われる場合がある。
足利事件のように、民間の調査機関やジャーナリストの手で真相が捜査され、真犯人を特定したと主張して警察へもその捜査の要請がなされているケースも、対象者の実名を報道しないことで社会的に真犯人の特定とされない場合は未解決事件と認識されてしまう事がある。
一部には人間の故意による事件ではなく、事故に過ぎないものが未解決事件として扱われることもある。また、公訴時効が過ぎた未解決事件について、自ら犯人を名乗り出る者もいる。
一度は犯人と特定された被疑者が裁判や再審で無罪となり、冤罪事件となって真犯人が逮捕されていない事件も未解決事件として扱われる。冤罪事件の場合、被疑者が長期裁判や再審無罪になった時には長い年月が経っており、公訴時効を迎えている、証拠が集められなくなるなどの理由で未解決事件となりやすい。

## 未解決事件に対する取り組み

### 警視庁の取り組み
警視庁では2007年に捜査特別報奨金制度を導入し、未解決事件の情報提供の増加に力を入れている。また、これまでにも世田谷一家殺害事件や柴又上智大学女子大生放火殺人事件、八王子スーパー強盗殺人事件など長期の専属捜査が行われている例はあったが、進展のない未解決事件の多くは新しく発生した事件に捜査員を割り振るなどの理由で、警視庁刑事部内の捜査本部が事件からほどなくして閉鎖されることも少なくなかった。そこで、2009年11月には警視庁捜査一課内に未解決の殺人事件などを専門に扱う、4個係を擁する特別捜査部署「特命捜査対策室」を作り、捜査に当たっている。過去の捜査を再検証し、DNA型鑑定など科学捜査で被疑者逮捕を目指す。なお、捜査が現在も継続している事件はこのチームでは扱わないとしている。
2010年8月、警察庁は未解決事件の捜査専従班を警視庁と各道府県警察に設置する方針を決めた。凶悪事件の公訴時効の廃止・延長に伴い、未解決事件の捜査体制強化のため、地方警察官833人の増員を来年度予算の概算要求に盛り込んだ。内訳は専従捜査員329人、見当たり捜査員（指名手配被疑者の顔を覚え見分ける）34人、サイバー犯罪対策350人、検視専門の刑事調査官（検視官）・補助者120人。

### 公訴時効廃止までの動き
2004年に殺人罪・強盗殺人罪など死刑にあたる罪の公訴時効の期間は15年から25年に改正されたが、殺人事件被害者遺族の会（宙の会）や全国犯罪被害者の会（あすの会）などが公訴時効停止・廃止を訴えるなど殺人事件被害者の遺族らによる公訴時効見直しの声が高まった。
一方で刑事訴訟法改正による、時効の延長・廃止の時効進行中の事件に対する適用が、近代刑法の原則および日本国憲法第39条で規定されている法の不遡及に違反する可能性が指摘されている。犯罪被害者家族の会（ポエナの会）などは、この見地から公訴時効の廃止を要望するも、過去の事件に対しての遡及による適用には反対の意を示していた。
2010年4月27日、殺人罪・強盗殺人罪など公訴時効廃止や故意に死に至らしめた罪の公訴時効延長などが盛り込まれた刑事訴訟法並びに刑法の改正案が成立し、即日施行された。施行時に公訴時効を迎えていない過去の未解決事件にも適用される。一方で施行前に時効を迎えた事件に遡っての適用はされない。

### 100歳送致について
ただし、公訴時効が廃止された事件についても、被疑者（容疑者）が100歳以上の高齢者の場合、すでに死亡している可能性が高いとして書類送検し捜査を終了する「100歳送致」の制度が採られることとなり、事実上の公訴時効制度が存続されることとなった。この制度が初めて適用されたのは、1995年に下関市で発生した死体損壊遺棄事件で、事件当時74歳の男性が指名手配されたが、それから26年が経過した2021年9月に（生きていれば）被疑者が100歳になっても逮捕できなかったことで死亡している可能性が高いとして書類送検・捜査終了となった。なお、「未解決事件の一覧」節に記載されているような被疑者が特定されていない事件については、事件当時の被疑者の年齢を20歳とみなし、事件発生から80年経過後に被疑者が100歳に達したとして捜査終了となる。

### アメリカ合衆国
受刑者らが未解決事件についての情報を知っていることが多いことから、アメリカの刑務所では未解決事件の短い記述や犠牲者の顔写真などが印刷されたトランプのカードを頒布している。

### オランダ
オランダの警察当局は、研修のために訪れたアメリカの刑務所で、未解決事件の短い記述や犠牲者の顔写真などが印刷されたカードで遊ぶ服役者の姿を見て、カレンダーを発案。毎週1件の未解決事件を取り上げたカレンダーを製作して刑務所で受刑者らに配布している。

## 未解決事件の一覧
- ただし、近代法制における警察捜査が全くない国の事件は除く。
- 被疑者が指名手配もしくは国際指名手配されている事件は「日本における指名手配」を参照。
- 失踪事件については失踪事件#現在未解決の失踪事件を参照。
- 捜査機関が事件性がないものと断定しているが、殺害されたという有意な主張が存在する事件についても取り上げる。
- 変死体は件数が多いため、警察が事件を視野に捜査しているものを取り上げる。

### 19世紀

#### 1801年（寛政13年）- 1900年（明治33年）
- 1811年12月7日 - 12月19日：ラトクリフ街道殺人事件（イギリス）
- 1859年11月5日：フランス領事館従僕殺害事件
- 1860年1月29日：日本人通訳殺害事件
- 1860年2月26日：オランダ人船長殺害事件
- 1863年10月14日：井土ヶ谷事件
- 1864年1月11日：卍凱和尚暗殺事件
- 1866年8月22日：川井村米穀商殺害事件[6]
- 1867年6月27日：田原北来百姓一家6人殺害事件[7]
- 1867年12月10日：近江屋事件（坂本龍馬殺害事件）
- 1870年8月15日：愛媛県宮浦村河原5人殺傷事件[8]
- 1871年2月27日：広沢真臣暗殺事件
- 1871年3月23日：江刺県花輪支庁官吏殺害事件
- 1871年8月24日：天章慈英暗殺事件[9]
- 1871年9月27日：鞍懸寅二郎暗殺事件
- 1871年11月15日：闡彰院空覚暗殺事件[10]
- 1872年10月6日：石鉄県九等出仕殺害事件[11]
- 1872年12月2日：神山県元大州藩士夫婦殺傷事件[11]
- 1872年12月4日：メアリー・セレスト号事件
- 1874年6月4日：白川県権少属暗殺事件[12]
- 1882年1月2日：武田準平暗殺事件[13]
- 1885年7月27日：板柳町住職夫婦殺害・放火事件
- 1886年：ピムリコの謎（英語版）（イギリス）
- 1886年8月8日：第四十三国立銀行宿直員5人強盗殺人事件
- 1887年5月5日：小金井村博徒殺害事件[14]
- 1888年8月31日 - 11月9日：切り裂きジャック事件（ホワイトチャペル殺人事件）（イギリス）
- 1888年9月：ホワイトホールマーダー（イギリス）
- 1889年1月1日：長津田村金貸し母娘殺害事件[15]
- 1891年9月30日：品川馬車会社職員殺害事件[16]
- 1892年2月12日：下植木村選挙運動員殺害事件（吉江鉄麿事件）[17]
- 1892年3月3日：八王子町高利貸一家4人殺害・放火事件（伊藤治兵衛殺し）[18]
- 1892年4月29日：富山県大島村選挙会場番人9人殺傷事件[19]
- 1892年8月4日：リジー・ボーデン事件（アメリカ合衆国）
- 1895年9月26日：青森キリスト教信者殺害事件[20]
- 1899年1月28日：埼玉県吉川村多額納税者殺害事件（高鹿事件）[21]

### 20世紀

#### 1901年（明治34年）- 1940年（昭和15年）
- 1902年3月27日：臀肉事件
- 1903年6月2日：道後村遍路殺人事件[22]
- 1905年5月11日：野口寧斎殺害事件
- 1906年1月18日 - 1月23日：本所うどん屋主人・深川薪炭商妻子連続強盗殺人事件[23]
- 1906年2月12日：青ゲットの殺人事件
- 1907年3月5日：水戸市実父殺害事件[24]
- 1907年9月12日：カムデン・タウン殺人事件（イギリス）
- 1909年5月12日：鈴ヶ森首無し女性事件[25]
- 1909年9月10日：ジョージ・ハリー・ストーズ殺害事件（英語版）（イギリス）
- 1911年4月4日：宮崎県南方村内妻殺害事件[26]
- 1911年12月19日：杉並村材木商夫人強盗殺人事件
- 1912年4月11日 - 1914年10月11日：鬼留事件[27]
- 1913年3月10日：西岐波村陸軍予備憲兵殺害事件[28]
- 1913年6月9日：相知村高等小学校訓導女性殺害事件[29]
- 1913年8月1日：北海道深川村銀行支店員殺害事件[30]
- 1914年1月31日：西岐波村金物商一家3人殺害事件[28]
- 1914年11月21日：川内村酒店員強盗殺人事件
- 1915年2月6日：山形市元米沢警察署長一家4人殺傷事件[31]
- 1915年2月26日：福知山町少佐射殺事件
- 1915年4月8日：群馬県毛利村高利貸し殺害事件[32]
- 1915年12月19日：姫路市警察官殺害事件[33]
- 1918年3月4日：水谷村豪商夫婦殺害事件[23]
- 1918年5月23日 - 1919年10月27日：ニューオーリンズの斧男事件（アメリカ合衆国）
- 1919年7月28日：函館市丸山楼主殺害事件[23]
- 1919年10月4日：下谷区菓子商一家3人殺傷事件[34]
- 1919年10月21日：幌延村一家3人殺害事件[35]
- 1920年3月25日：大阪池田女学生殺害事件[36]
- 1920年12月23日：福島県仁井田村小1女児誘拐殺人事件[27]
- 1921年1月6日：士別町桶屋老夫婦殺害事件[37]
- 1921年2月20日：東京駅発神戸行急行列車内土木業者殺害事件[38]
- 1921年7月6日：横浜市英国人会社員宅強盗殺人事件[15]
- 1921年12月17日：熊本県滝尾村荷馬車挽き殺害事件[39]
- 1921年12月22日：山形県中川村農業一家3人殺傷事件[31]
- 1922年2月1日：ウィリアム・デズモンド・テイラー殺害事件（英語版）（アメリカ合衆国）
- 1922年3月31日：ヒンターカイフェック事件（ドイツ）
- 1922年10月3日：宮城県七郷村身元不明男性殺害・死体遺棄事件[40]
- 1922年12月30日：桐ケ谷洋品店一家6人殺害事件[41]
- 1923年2月13日：猪飼野養鶏業一家7人殺傷事件[42]
- 1923年4月30日：福島県清水村精米業宅強盗致死事件[27]
- 1923年10月4日：長野市元郡長夫妻殺害事件[43]
- 1923年10月19日：草加松原篩師強盗殺人事件[44]
- 1924年1月21日：旭川市薬種商妻殺害事件[45]
- 1924年2月4日：三戸町郵便局逓送人強盗殺人事件[46]
- 1924年6月2日：茨城県坂本村高利貸し女性殺害事件[47]
- 1925年1月3日：川原木村煙草店員強盗殺人事件[48]
- 1925年11月5日：弘前高等女学校教頭夫人殺害事件[46]
- 1926年2月16日：旭川市貸家業者殺害事件[45]
- 1926年5月22日：名古屋市一家4人殺害事件[49]
- 1927年3月25日：福島県内郷村豪農一家5人殺害事件[50]
- 1928年1月23日：秋田県六郷町老人殺害事件[51]
- 1928年2月22日：山口町医師殺害事件[52]
- 1928年3月4日：岡山県奥津村一家5人毒団子殺傷事件[23]
- 1928年6月25日：淀橋町老女殺害事件[53]
- 1928年8月6日：山形県中部村養父毒殺事件[54]
- 1928年9月27日：二本松市結髪業老女殺害事件[50]
- 1928年10月25日：稚内大火[55]
- 1929年12月15日：小松島町庵坊強殺・放火事件
- 1929年12月28日 -千駄ヶ谷女学生殺害事件[56]
- 1930年4月26日：清陽身元不明少年殺害事件[57]（日本統治時代の朝鮮）
- 1930年5月6日：徳島市物品販売業老夫婦殺害事件
- 1930年11月9日：福島県白河町小学校訓導殺害事件[50]
- 1930年11月24日：帯広町夫婦殺傷事件[58]
- 1931年1月6日：エヴリン・フォスター（英語版）事件（イギリス）
- 1931年1月19日：ウィリアム・ハーバート・ウォーレス（英語版）事件（イギリス）
- 1931年6月6日：堺市味噌製造業者殺害事件[59]
- 1931年6月21日：ヒューバート・チェヴィス毒殺事件（英語版）（イギリス）
- 1931年7月31日：釜山マリヤ殺し事件[60]（日本統治時代の朝鮮）
- 1931年8月7日：旭川市洋品店夫婦強盗殺傷事件[45]
- 1931年10月31日：松山市女性強盗殺人事件[61][62]
- 1931年11月28日：大阪市倉庫女性コンクリ詰め殺人事件[63]
- 1931年12月16日：ヴェラ・ページ殺害事件（英語版）（イギリス）
- 1932年1月19日：朝鮮日本人巡査殺害事件[64]（日本統治時代の朝鮮）
- 1932年3月4日：京都市左京区地震学者夫人殺害事件[65][62]
- 1932年8月27日 - 1933年9月9日：愛知連続ピストル強盗3人射殺事件[66][67]
- 1933年1月13日：南浜村母娘殺害事件[68]
- 1933年8月8日：長野県小野村病院長夫婦殺害事件[43]
- 1933年10月10日：ユナイテッド航空機チェスタートン爆破事件（アメリカ合衆国）
- 1934年6月17日：ブライトン・トランク詰め殺人事件（イギリス）
- 1935年3月25日：武生町住職宅6人殺害・放火事件[69][70]
- 1935年4月25日：シャーク・アーム事件（英語版）（オーストラリア）
- 1935年6月30日：金津町タバコ屋母娘強盗殺人事件[69]
- 1935年9月17日：福井県中郷村雑貨商殺害事件[69]
- 1935年9月23日 - 1938年8月16日：キングズベリー・ランの屠殺者（アメリカ合衆国）
- 1935年10月5日：三阪村区長殺害事件[50]
- 1935年10月5日：高岡市産婆強盗殺人事件[71]
- 1935年11月27日：高松市県視学夫人殺害事件[72]
- 1936年1月27日：開聞町老夫婦殺害事件[73]
- 1936年8月22日：滝沢峠小間物商強盗殺人事件[50]
- 1936年9月27日：畑屋村夫毒殺事件[74]
- 1936年10月10日：徳島市呉服商隠居老女殺害事件[75]
- 1937年6月15日：富山市墓地未亡人強盗殺人事件[76]
- 1938年7月23日：八王子市機織女性殺害事件[77]
- 1939年1月14日：夕張町郵便局局長強盗殺人事件[78]
- 1939年6月10日：南京総領事館毒酒事件（中華民国）
- 1940年2月24日：五霞村身元不明女工殺害事件（第二小平事件）[79]
- 1940年10月8日：南磯村身元不明殺人被疑事件[51]
- 1940年12月13日：延岡市女学校教諭女性殺害事件

#### 1941年（昭和16年）- 1950年（昭和25年）
- 1941年1月23日：ジョック・ブロートン (第11代準男爵)（イギリス）
- 1942年1月18日：南王子村戦時強盗尊属殺人事件[53]
- 1942年12月18日：小豆島戦時強盗強姦殺人事件[80]
- 1943年：ウィッチエルム・ベラ事件（イギリス）
- 1944年7月2日：トゥーリーレイク収容所内殺人事件[81]
- 1944年9月29日：瀬上町果樹園強盗殺人事件[50]
- 1945年8月18日：戸田帯刀神父射殺事件
- 1945年8月30日：名古屋少年匕首殺害事件
- 1945年9月9日：梅園村隔離病院毒饅頭殺人事件[82]
- 1945年10月13日：北海道中川村一家4人殺害事件[83]
- 1945年10月20日：呉市男性殺害事件
- 1945年10月31日：玉野市易者強盗殺人事件[84]
- 1945年11月1日：渋谷区元百貨店地下室女性殺害事件
- 1945年11月9日：熊本県吉野村梨園夫婦殺害事件[85]
- 1945年11月15日：和歌山県石垣村炭焼き一家4人殺害事件
- 1945年12月5日：魚津市女性小間物商強盗殺人事件[86]
- 1945年12月7日：神奈川県大和町農家射殺事件[87]
- 1945年12月10日：京橋区運送会社社長射殺事件[88]
- 1945年12月24日：横須賀市巡査射殺事件[89]
- 1946年1月3日：富坂警察署襲撃事件
- 1946年2月20日 - 5月3日：テクサーカナ月光殺人事件（英語版）（アメリカ合衆国）
- 1946年4月6日：八丈島事件
- 1946年4月10日：南保村祖母・孫殺害放火事件[86]
- 1946年4月17日：京都市巡査殺害事件[90]
- 1946年5月3日：名細村女性殺害事件（第二小平事件）
- 1946年5月6日：下谷区2歳男児誘拐事件[91]
- 1946年5月9日：長野県市田村一家7人殺害事件
- 1946年6月5日：佐世保市姉弟殺害事件[87]
- 1946年6月9日：芝区女子高生殺害事件
- 1946年7月22日：芝公園身元不明女性殺害事件
- 1946年8月21日：榎井村事件
- 1946年9月1日：熊本県当尾村元陸軍大佐未亡人殺害事件[85]
- 1946年9月17日：若松市料理店経営夫婦殺害事件[92]
- 1946年10月11日：加須町女工殺害事件[93]
- 1946年10月11日：岡山市靴店内妻強盗殺人事件[84]
- 1946年10月27日：下諏訪町女ブローカー強盗殺人事件[94]
- 1946年11月5日：高知市雑貨商殺害事件[95]
- 1946年11月20日：宮古市炭焼き夫婦殺害事件[96][97]
- 1946年12月22日：中川堤防身元不明女性殺害事件[82][98]
- 1947年1月15日：ブラック・ダリア事件（アメリカ合衆国）
- 1947年3月15日：埼玉県菅谷村主婦殺害事件
- 1947年3月16日：白岡町義父毒殺事件[99]
- 1947年3月18日：江東区深川材木ブローカー強盗殺人事件[100]
- 1947年3月26日：岡山市茶屋強盗殺人事件[84]
- 1947年4月16日：与野町男子中学生死体なき殺人事件[101]
- 1947年4月24日：長野県小川村老夫婦強盗殺人事件[102]
- 1947年5月3日：千葉県滑河町農業一家7人強盗殺人事件[103]
- 1947年5月4日：香川県粟井村身元不明復員軍人強盗殺人事件[104]
- 1947年5月13日：仙台市河北新報総務局長殺害事件[105]
- 1947年5月19日：焼津町遠洋漁業船長一家4人強殺・放火事件
- 1947年6月20日：秋田県本荘町雑貨商一家4人殺傷事件[74]
- 1947年7月21日：入間村女性殺害事件[106]
- 1947年8月23日：北見市男子小学生誘拐殺人事件[107]
- 1947年9月11日：志紀町男性殺害事件[108]
- 1947年9月13日：熊本城防空壕内身元不明男性殺害事件[85]
- 1947年9月22日：児島市強盗殺人事件[84]
- 1947年9月26日：郡山市専売局工員殺害事件[92]
- 1947年9月28日：学文路村夫婦強盗殺傷事件
- 1947年10月2日：津高町石屋強盗殺人事件[84]
- 1947年10月19日：熊本県高田村老女強盗殺人事件[85]
- 1947年11月2日 - 11月5日：札幌市労務者連続殺人事件（十三文半事件）[109][110]
- 1947年12月1日：新宿区警察官射殺事件[111]
- 1947年12月21日：山形市飲食店女将殺害事件[112][54]
- 1948年1月18日：鉢形村鉢形沼の殺人・死体遺棄事件
- 1948年2月5日：水俣町老女強盗殺人事件[85]
- 1948年3月10日：上宝村老夫婦殺害事件[113]
- 1948年4月2日：音江村農業一家8人殺害事件[114]
- 1948年4月8日：外小友村女性美容師強盗殺人事件[74]
- 1948年4月27日：庭坂事件
- 1948年9月4日：山形市女性殺害事件[112]
- 1948年9月24日：江東区深川署巡査殺害事件[111]
- 1948年10月13日：富山市女乞食殺害事件[86]
- 1948年11月29日：幸浦事件
- 1948年12月1日：タマム・シュッド事件（オーストラリア）
- 1948年12月30日：免田事件
- 1949年：熊本県当尾村男性連続殺傷・窃盗事件[39]
- 1949年1月1日：和歌山市たばこ小売商老女強盗殺人事件
- 1949年1月24日：新潟県川口村養鯉業一家3人強盗殺人事件[115]
- 1949年2月6日：志摩郡片田村銀行強盗殺人事件[116]
- 1949年3月3日：須賀川苗木商失踪事件[92]
- 1949年4月15日：郡山市雑貨商夫婦殺傷事件[92]
- 1949年4月16日：別府市中2男子暴行死事件[117]
- 1949年5月9日：予讃線事件
- 1949年5月29日：足立区巡査殺害事件[118]
- 1949年6月15日：三重県阿波村一家3人殺害事件[119]
- 1949年7月5日：下山事件
- 1949年7月6日：熊本県上川村老女強盗殺人事件[85]
- 1949年7月24日：三笠町女性殺害事件[120][121]
- 1949年7月27日：水俣市女工強盗殺人事件[85]
- 1949年8月7日：倉敷市アメリカ帰り老夫婦殺害事件[84]
- 1949年8月13日：鶴来町老女殺害事件[122]
- 1949年8月17日：明治神宮外苑青年殺害事件[123]
- 1949年8月17日：松川事件
- 1949年9月25日：熊本県七滝村一家4人殺傷・放火事件[85]
- 1950年1月6日：二俣事件
- 1950年1月13日：水戸市巡査殺害事件[124]
- 1950年1月18日：熊谷市自転車商夫婦殺傷事件[125]
- 1950年2月28日：財田川事件
- 1950年4月2日：北海道拓殖銀行美深支店一家6人強盗殺人事件[114]
- 1950年4月17日：岡谷市主婦強盗殺人事件[126][127]
- 1950年4月27日：藍見村郵便局一家3人殺害事件（藍見事件・月光事件）
- 1950年5月4日：秋田市老女殺害事件[74]
- 1950年5月7日：木間ヶ瀬事件[128]
- 1950年5月10日：小島事件
- 1950年5月11日：稚内市女性強盗強姦殺人事件[55]
- 1950年5月19日：荒尾市女性竹槍殺害事件[85]
- 1950年10月9日：長岡市住宅青酸ガス殺傷事件[115]
- 1950年12月8日：銭台坊事件（三井山野炭鉱の炭鉱住宅における一家4人殺害事件）[129]

#### 1951年（昭和26年）- 1960年（昭和35年）
- 1951年1月9日：大阪府北八下村青果商一家6人殺害事件（黒山事件）[130]
- 1951年1月26日：寒河江町実子殺害事件[54]
- 1951年1月29日：内間木村身元不明男性死体遺棄事件[131]
- 1951年2月5日：香川県川津村一家4人殺傷事件[96]
- 1951年3月6日：尼崎市巡査射殺事件[33]
- 1951年5月17日：まりも号脱線事件
- 1951年6月3日：福島県江川村老夫婦強盗殺人事件[92]
- 1951年7月5日：北大路事件
- 1951年8月23日：小塩江村夫婦殺傷事件[92]
- 1951年8月24日：岩倉町河川改修事務所宿直員強盗殺人事件[132]
- 1951年9月17日：藤崎町菓子行商人強盗殺人事件[133]
- 1951年12月16日：賢木村老女強盗殺人事件[85]
- 1951年12月31日：埼玉県今宿村姉弟殺害事件[118]
- 1952年2月19日：青梅事件
- 1952年2月25日：米谷事件
- 1952年3月8日：高松市雑貨商夫婦強殺・放火事件（春日事件）
- 1952年4月1日：仙台市タクシー運転手射殺事件[134]
- 1952年5月3日 - 5月8日：福島県山都町身元不明幼児連続殺人事件[92]
- 1952年8月1日：秋田県常盤村農夫殺害事件[135]
- 1952年8月29日：津川町工員殺害事件[136]
- 1952年10月2日：江の島タクシー運転手死体なき殺人事件[137]
- 1952年10月6日：郡山市女性店員殺害事件[92]
- 1952年12月17日：松尾町ブローカー失踪事件
- 1953年1月9日：仙台市女性殺害事件[134]
- 1953年2月6日：石和事件
- 1953年3月13日：所沢市女性殺害事件[138]
- 1953年4月1日：飯野川町雑貨商強盗殺人事件[134]
- 1953年4月7日：中城村独居女性殺害事件[139]
- 1953年4月9日：旭市農婦殺害事件[140]
- 1953年5月12日：熊本市薬店若妻変死事件[85]
- 1953年7月30日：立川市元鉄道員殺害事件[141]
- 1953年9月：函館市石炭会社強盗殺人事件[142]
- 1953年9月7日：清久村女性殺害事件[143]
- 1953年9月11日：仙台市女工殺害事件[134]
- 1953年9月15日：瀬戸町尼僧殺害事件[144]
- 1953年11月5日：徳島ラジオ商殺し事件
- 1953年11月24日：数寄屋橋外濠川男性投げ込み殺人事件[88]
- 1953年12月5日：北本宿村農業男性殺害事件[145]
- 1953年12月11日：津田沼町女性教師殺害事件[146]
- 1954年3月10日：島田事件
- 1954年3月29日：世田谷区コック殺害事件[147][148]
- 1954年4月9日：大分県宇佐町呉服商女性2人強盗殺人事件[149]
- 1954年4月25日：和間村老医師強盗殺人事件[149]
- 1954年8月14日：館山市青果商強盗殺人事件[150]
- 1954年9月26日：総社市製薬会社宿直員強盗殺人事件[144]
- 1954年10月26日：仁保事件
- 1954年12月17日：鍋田村タクシー運転手強盗殺人事件[151]
- 1954年12月25日：名張市街娼婦殺害事件[152]
- 1955年1月20日：香川県大野村友禅染職人内妻殺害事件[153]
- 1955年1月28日：町田市重役夫人射殺事件[154]
- 1955年2月28日：松本市パチンコ景品両替商女性強盗殺人事件[155]
- 1955年3月2日：奈義町強盗殺人事件[84]
- 1955年4月：城南町浜戸川畔男性殺害事件[156]
- 1955年5月6日：水俣市釣り船上漁夫殺害事件[85]
- 1955年6月2日：立山町母子強盗殺人事件[157]
- 1955年8月17日：中華青年会館殺人事件
- 1950年9月13日：下津町老女強盗殺人事件
- 1955年9月26日：文京区管理人妻強盗致死事件（足跡裁判事件・細川邸事件）[128]
- 1955年10月17日：徳島市老人殺害事件
- 1955年10月18日：松山事件
- 1955年10月25日：函館市加工所強盗殺人事件[142]
- 1955年12月21日：中禅寺湖畔3人強殺・放火事件[158]
- 1956年2月2日：応神村日用雑貨商女性殺害事件
- 1956年2月6日：久慈市女性殺害事件[97]
- 1956年3月28日：和歌山市釣具商夫婦強盗殺人事件
- 1956年4月2日：港区路上バーテン見習い殺害事件[16]
- 1956年4月2日：高松町バス切符売兼菓子販売老女強盗殺人事件[84]
- 1956年6月14日：立川市路上教習所教官殺害事件[141]
- 1956年9月9日：灘崎町一家3人強盗殺傷事件 - 公訴時効成立時点では岡山県警察が「県警犯罪史上、未解決では最も凶悪な事件」と位置づけていた[159]。一時は森吉事件（1963年発生）の犯人である男の関与が疑われたが、彼にはアリバイがあったことが判明している[160]。
- 1956年10月26日：生坂村農協強盗殺人事件[161]
- 1956年12月6日：札幌地検検事夫人強盗殺人事件[162]
- 1956年12月8日：会津若松市焼き鳥店店員女性殺害事件[163]
- 1956年12月18日：葛飾区鳶職人殺害事件[164]
- 1956年12月20日：井原市独居女性殺害事件[165]
- 1956年12月31日：糸魚川市老女殺害・放火事件[136]
- 1957年1月20日：倉敷市女性殺害事件[84]
- 1957年2月16日：尼崎市身元不明女性バラバラ殺人事件[166]
- 1957年2月20日：坂戸町自転車商一家5人殺害事件[167]
- 1957年2月25日：ボーイ・イン・ザ・ボックス事件（アメリカ合衆国）
- 1957年3月10日：赤碕町信用金庫支店長強盗殺人事件
- 1957年3月25日：浜松市田町における強盗殺人事件[168]
- 1957年4月15日：関市バス会社主任殺害事件[169]
- 1957年5月16日：蕨町女ブローカー失踪事件[170]
- 1957年7月12日：浦和市女性会社員強盗殺人事件
- 1957年7月17日：磐城市魚仲買業者毒殺事件[163]
- 1957年8月18日：宮城県船岡町小学校校庭元歌舞伎役者殺害事件[134]
- 1957年8月21日：熊山町創価学会信者強盗殺人事件[171]
- 1957年9月2日：江刺町雑貨店主強盗殺人事件[97]
- 1957年9月2日：原町市老女強盗殺人事件[163]
- 1957年9月22日：秋田市女性映画館員強盗殺人事件[74]
- 1957年9月24日：西仙北町中学校養護教諭強盗殺人事件[74]
- 1957年9月26日 - 1958年5月8日：鎌ケ谷・江戸川女性バラバラ殺人事件[172]
- 1957年11月1日：唐津市会社常務宅3人強盗殺傷事件[173]
- 1957年12月30日：盛岡市女性殺害事件[97]
- 1958年3月12日：デュガン曹長変死事件[174][175]
- 1958年3月19日：横須賀市外人クラブ女給殺害事件[176]
- 1958年5月8日：帝国ホテル米国人社長変死事件[177]
- 1958年5月17日：江戸川区タクシー運転手強盗殺人事件[172]
- 1958年7月24日：新宿区女性強盗殺人事件[123]
- 1958年8月13日：東松山市未亡人殺害事件
- 1958年8月16日：小川町病院雑役婦殺害事件
- 1958年9月4日：大月町主婦殺害事件[178]
- 1958年9月6日：富山市材木商宅お手伝い殺害事件[157]
- 1958年9月27日：河内芳野村老女強盗殺人事件[85]
- 1958年10月10日：真壁町農協宿直員強盗殺人事件[124]
- 1958年10月31日：岡山市ガラス店員少年強盗殺人事件[179]
- 1958年11月25日：鮫川村妻殺害事件[163]
- 1958年12月4日：御代田町農業一家3人強盗殺人事件[180]
- 1958年12月24日：函館市巡査変死事件[142][181]
- 1959年1月27日：荒川連続自転車通り魔殺傷事件
- 1959年1月28日：壮瞥村タクシー運転手強盗殺人事件[182]
- 1959年2月2日：ディアトロフ峠事件（ソビエト連邦）
- 1959年2月27日：福山市女遊芸人殺害・放火事件[183]
- 1959年3月10日：BOACスチュワーデス殺人事件
- 1959年3月24日：滝沢村身元不明女性殺害事件[97]
- 1959年4月9日：渋谷区予備校宿直員強盗殺人事件
- 1959年4月20日：五所川原市トラック運転手殺害事件[133]
- 1959年4月20日：四日市市小6女児殺害事件[184]
- 1959年4月28日：台東区路上会社員殺害事件
- 1959年7月20日：菊鹿村雑貨商強盗殺人事件[85]
- 1959年8月18日：仙台市農協宿直員強盗殺人事件[185]
- 1959年9月24日：川口市小5女児殺害事件[186]
- 1959年9月24日：秩父市マダム殺害事件[186]
- 1959年11月16日：ナショナル航空967便墜落事故（メキシコ湾上空）
- 1959年11月20日：三木町女性殺害事件[187]
- 1959年11月29日：高崎線夜行列車内強盗殺人事件
- 1960年1月7日：六ヶ所村女性雑貨商殺害事件[133]
- 1960年3月26日：港区男娼強盗殺人事件[16]
- 1960年5月3日：目黒区婦人記者殺害事件[188]
- 1960年6月5日：ボドム湖殺人事件（フィンランド）
- 1960年10月21日：上小阿仁村柾割業者殺害事件[74]
- 1960年11月20日：階上村女中殺害事件[133]
- 1960年12月24日：高松市女性殺害事件[189]

#### 1961年（昭和36年）- 1970年（昭和45年）
- 1961年1月1日：陸前高田市女中殺害事件[190]
- 1961年1月8日：因島毒饅頭事件
- 1961年1月11日：五所川原市行商人殺害事件[191]
- 1961年2月19日：高知市河川改修工事飯場宿直員殺害事件[192]
- 1961年3月20日：羽地村老女殺害事件[139]
- 1961年4月1日：蕨市主婦強盗殺人事件
- 1961年4月4日：秋田市女駄菓子商殺害事件[74]
- 1961年7月6日：尼崎市警察官殺害事件[33]
- 1961年9月13日：横浜市酒屋一家4人殺害事件[193]
- 1961年12月7日 - 1963年11月4日：チ-37号事件
- 1961年12月10日：川口市タクシー運転手強盗殺人事件
- 1961年12月13日：川口市工員強盗殺人事件
- 1962年1月6日：千葉市中三女子殺害事件
- 1962年1月21日：田川市身元不明女性死体なき殺人事件[194]
- 1962年1月22日：向ヶ丘遊園裏洋裁店員女性強姦殺人事件[177]
- 1962年2月5日：小松市戦争未亡人殺害事件[122]
- 1962年2月11日：後藤巡査殺害事件
- 1962年2月14日：常澄村工員死体なき殺人事件[124]
- 1962年6月20日：川崎市全自交三光タクシー労組委員長刺殺事件[195][196]
- 1962年9月10日：浦和市少女シート包み殺人事件
- 1962年10月27日：北九州市女子中学生誘拐事件[197]
- 1962年11月4日 - 1963年9月6日：草加次郎事件
- 1962年11月10日：帝国ホテル米国人富豪強盗殺人事件[198]
- 1962年11月13日：弘前市マダム殺害事件[199]
- 1963年1月18日：鎌ケ谷町強盗致死事件[200]
- 1963年1月23日：和歌山市百貨店員女性殺害事件
- 1963年4月28日：小山市家畜商失踪事件[201]
- 1963年5月11日：寺越事件 ※殺人事件であるとの証言もある
- 1963年9月3日：甲西町女子高生殺害事件[202]
- 1963年10月13日：桑名市小6女児殺害事件[152]
- 1963年10月23日：徳島市養豚業者殺害事件
- 1963年10月29日：黒羽町女子高生殺害事件[203]
- 1963年11月5日 - 1970年代： マンゴネスの怪物（コロンビア）
- 1963年12月13日：市川大門町母娘殺傷事件[204]
- 1963年12月13日：徳島市建設作業員女性強盗殺人事件
- 1964年 - 1965年：ジャック・ザ・ストリッパー事件（イギリス）
- 1964年3月11日：小諸市生鮮市場宿直員強盗殺人事件[205]
- 1964年4月6日：港区旅館内女性殺害事件[16]
- 1964年7月24日：ブラジル入植邦人一家7人殺害事件[206]
- 1964年7月26日：松戸市黒人オンリー強盗殺人事件[200]
- 1964年11月17日：米子事件
- 1964年11月21日：甲府市小6女児殺害事件[207]
- 1964年11月28日：友部町小学校女性教師殺害事件[208]
- 1964年12月11日：足立区子供2人焼死放火事件[209]
- 1965年1月21日：板柳町信用金庫連絡所長夫婦殺傷事件[210]
- 1965年1月25日：金武村バーホステス殺害事件[211]
- 1965年4月19日：松戸市身元不明女性バラバラ殺人事件[154]
- 1965年5月12日：水戸市金融業老女死体なき殺人事件[208]
- 1965年5月22日：高岡市女子大生殺害事件[212]
- 1965年5月25日：川崎市電子部品会社警備員2人強盗殺人事件[177]
- 1965年6月15日 - 1997年7月：黒羽・ウドヴィン事件
- 1965年7月5日：蛸島事件
- 1965年8月3日：六甲山事件
- 1965年8月25日：アムステルダム日本人駐在員バラバラ殺人事件（オランダ）
- 1965年11月8日：世田谷区酒屋女性2人強盗殺人事件[213]
- 1965年12月14日：橋本市小学校教師殺害事件
- 1966年1月18日：宇都宮市老女殺害事件[214]
- 1966年1月24日：東十条郵便局前女性強盗殺人事件[128]
- 1966年1月26日：栃木県黒磯町農夫殺害事件[215]
- 1966年5月20日：那覇市タクシー運転手殺害事件[211]
- 1966年5月30日：長野市団地老女強盗殺人事件[216]
- 1966年6月30日：袴田事件
- 1966年7月19日：金武村米兵ホステス殺害事件[211]
- 1966年7月27日：高井戸署西松派出所巡査殺害事件
- 1966年8月20日：リードマスク事件（英語版）（ブラジル）
- 1966年8月30日：京都市巡査射殺事件[217]
- 1966年9月20日：岡崎市母娘3人殺害事件[218]
- 1966年10月30日 - 10月31日：シェリ・ジョー・ベイツ殺害事件（英語版）（アメリカ合衆国）
- 1966年11月15日：那覇市食堂経営女性殺害事件[139]
- 1966年11月25日：鳩ケ谷町金物商一家3人殺害事件[219]
- 1966年12月15日：高知市主婦強盗殺人事件[220]
- 1966年12月31日：水海道市母子殺害事件
- 1967年3月3日：秋田市女性美容師殺害事件[74]
- 1967年3月31日：東京駅みどりの窓口爆破事件
- 1967年4月5日：大和郡山市老女強盗殺人事件
- 1967年4月20日：三浦市ウェートレス女性殺害事件
- 1967年5月6日：猪苗代町長瀬川殺人・死体遺棄事件[200]
- 1967年6月18日：山陽電鉄爆破事件
- 1967年6月29日：岸和田市巡査殺害事件[221]
- 1967年8月27日：江戸川区元飲食店女中強姦殺人事件[222]
- 1967年8月30日：布川事件
- 1967年10月11日：キプロス航空284便爆破事件（ギリシャ・ロドス島付近）
- 1967年11月20日：金武村ホステス殺害事件[223]
- 1967年12月1日：川口市工員強盗殺人事件[224]
- 1968年2月24日 - 10月30日：バイブル・ジョン事件（イギリス）
- 1968年2月27日：銚子市中3女子殺害事件[225]
- 1968年3月29日：浦添村メイド殺害事件[139]
- 1968年4月22日：長岡市デパート女性社員殺害事件[226]
- 1968年6月9日：深大寺身元不明女性強姦殺人事件[98]
- 1968年7月13日 - 1974年8月9日：首都圏女性連続殺人事件
- 1968年8月10日：鴻巣市老女殺害事件[227]
- 1968年9月28日：吉田茂邸菊花章頸飾盗難事件
- 1968年11月4日：館山市タクシー運転手強盗殺人事件
- 1968年12月10日：三億円事件
- 1968年12月27日：マルセル盗難事件
- 1968年 - 1974年：ゾディアック事件（アメリカ合衆国）
- 1969年1月4日：熱海市元タカラジェンヌ殺害事件[228]
- 1969年1月15日：鹿児島夫婦殺し事件
- 1969年2月22日：有田町実母殺害事件[229]
- 1969年3月3日：横浜市飲食業老女殺害事件
- 1969年3月3日：那覇市ホステス殺害事件[139]
- 1969年4月30日：長岡市農協強盗殺人事件[230]
- 1969年4月30日：石川市タクシー運転手殺害事件[139]
- 1969年5月31日：江東区小5女児誘拐殺人事件
- 1969年6月7日：橋本市主婦殺害事件
- 1969年7月10日：長崎県議会議長刺殺事件
- 1969年7月17日：大宮市時計眼鏡店夫婦殺傷事件[231]
- 1969年8月13日：丸亀市タクシー会社社長殺害事件[232]
- 1969年8月23日：柏市女性殺害・死体遺棄事件
- 1969年8月26日：四街道町妊婦殺害事件
- 1969年11月1日：アメリカ文化センターピース缶爆弾事件
- 1969年11月7日：岩槻市主婦殺害事件
- 1970年1月5日：荒川事件
- 1970年3月8日：熊本市飲食店経営女性殺害事件[85]
- 1970年5月15日：豊橋事件
- 1970年6月3日：久慈市小2女児殺害事件[233]
- 1970年7月13日：岩舟町主婦殺害事件[234]
- 1970年8月7日：五和町母娘殺傷事件[85]
- 1970年10月18日：大森勧銀事件
- 1970年11月10日：広島市タクシー運転手強盗殺人事件[235]
- 1970年11月29日 - イスダルの女事件（ノルウェー）
- 1970年12月23日：大津市中2女子殺害事件[236]

#### 1971年（昭和46年）- 1980年（昭和55年）
- 1971年1月22日：川越市農協宿直員強盗殺人事件[237]
- 1971年1月31日：美唄市美容師宿舎10人死亡窃盗・放火事件
- 1971年3月16日：上尾市活動家夫婦射殺事件
- 1971年4月4日：金沢市ウェートレスひき逃げ殺人事件[122]
- 1971年4月20日：八千代市材木商兼不動産取引業者失踪事件[238]
- 1971年4月23日：宜野湾市バーホステス殺害事件[239]
- 1971年7月3日：荒尾市女性美容店主失踪事件[85]
- 1971年8月13日：大分市タクシー運転手強盗殺人事件[240]
- 1971年9月11日：春日部市郵便局強盗殺人事件
- 1971年10月18日：日本石油本社ビル内郵便局爆破事件
- 1971年10月30日：石川市タクシー運転手強盗殺人事件[139]
- 1971年11月16日 - 1973年11月26日：アルファベット殺人事件（アメリカ合衆国）
- 1971年11月20日：中華航空825便爆破事件
- 1971年11月24日：D.B.クーパー事件（アメリカ合衆国）
- 1971年12月18日：土田邸ピース缶爆弾事件
- 1971年12月28日：島田市道悦島で発生した一家4人殺害事件[241]
- 1972年1月14日：京都府加茂町行員女性殺人事件[242]
- 1972年4月7日：宜野湾市小5女児殺害事件[139]
- 1972年4月17日：那覇市路上男性殺害事件[139]
- 1972年4月23日：北中城村女給殺害事件[139]
- 1972年5月9日：コザ市中1女子誘拐殺人事件[139]
- 1972年6月6日：越谷市ウェートレス女性殺害事件
- 1972年6月11日：恩納村米国軍人殺害事件[243]
- 1972年6月15日：キャセイ・パシフィック航空700Z便爆破事件（ベトナム上空）
- 1972年6月17日：三郷市女工殺害事件
- 1972年6月26日：第一ホテル殺人事件
- 1972年7月13日：我孫子市女性殺害事件[244]
- 1972年4月28日：大阪城公園事件
- 1972年8月2日：近鉄奈良線爆破事件
- 1972年8月16日：霧積温泉女性殺害事件
- 1972年9月9日：水戸市OL殺害事件
- 1972年9月10日：岩国市ホステス殺害事件[245][246]
- 1972年9月17日：埼玉県吉川町鳶職人殺害事件
- 1972年9月24日：栗橋町主婦殺害事件
- 1972年12月18日：高松市アパート香川大生殺害事件[247]
- 1973年1月6日：垂水市ホステス強姦殺人事件[209][248]
- 1973年1月7日：日立市身元不明女性殺害事件
- 1973年2月25日：大阪ニセ夜間金庫事件
- 1973年3月12日：大阪市繊維労連エリザベス労組委員長刺殺事件[249]
- 1973年3月18日：コザ市米兵ホステス強姦殺人事件
- 1973年6月19日：四日市市主婦殺害事件[152]
- 1973年7月1日：水戸市国際警備保障会社宿直員強盗殺人事件
- 1973年7月14日：浦添市女性強姦殺人・死体遺棄事件[243]
- 1973年7月25日：中城村女性殺害・死体遺棄事件[243]
- 1973年8月21日：川口市主婦殺害事件[250]
- 1973年8月30日：那覇市女性強姦殺人事件[243]
- 1973年10月7日：那覇市路上男性殺害事件[243]
- 1973年11月22日 - 三条市桜木町（当時は西本成寺）で発生した殺人放火事件[251]
- 1973年12月：2児拉致事件 ※殺人事件であるとの証言もある
- 1974年3月7日：甲府市会社員女性殺害事件[252]
- 1974年3月17日：甲山事件
- 1974年3月23日 - 11月6日：岡山市実家放火・主婦強殺放火事件（京橋事件）[128]
- 1974年7月10日：江東区小1女児誘拐殺人事件
- 1974年9月8日：トランス・ワールド航空841便爆破事件
- 1974年9月14日 - 1985年9月8日：フィレンツェの怪物事件（イタリア）
- 1974年11月10日：北海道神宮放火事件
- 1974年11月16日：伊江村中3女子強姦殺人・死体遺棄事件[243]
- 1974年11月21日：バーミンガム・パブ爆破事件（イギリス）
- 1974年12月8日：横浜市高1女子殺害事件[253]
- 1975年2月4日：金武町スナック経営女性殺害事件[243]
- 1975年3月14日：中核派書記長内ゲバ殺人事件
- 1975年3月31日：四日市青果商殺人事件
- 1975年6月24日：伊東市別荘内ゲバ殺人事件
- 1975年6月30日：東村山市女性殺害事件[254]
- 1975年7月1日 - 8月15日：アナーバー病院連続殺人事件（英語版）（アメリカ合衆国）
- 1975年7月15日：氷見市祇園祭り漁師殺害事件[255]
- 1975年7月19日：北海道警察本部爆破事件
- 1975年8月27日 - 1989年1月27日：佐賀女性7人連続殺人事件
- 1975年8月29日：川越市主婦強盗殺人事件
- 1975年9月10日：滋賀県蒲生町首なし殺人事件[256]
- 1975年9月13日：桶川市大学生内ゲバ殺人事件
- 1975年10月31日：和歌山市主婦強盗殺人事件
- 1975年12月20日：遠藤事件
- 1976年1月1日：ミドル・イースト航空438便爆破事件 （サウジアラビア上空）
- 1976年1月12日：丸亀市土建業者強盗致死事件[257]
- 1976年1月15日 - 1977年3月16日：オークランド郡ベビーシッター殺人事件（英語版）（アメリカ合衆国）
- 1976年1月26日：熱海市高齢女性殺害事件
- 1976年1月29日：那覇市男子高校生殺害事件[243]
- 1976年2月21日：静岡大学内ゲバ殺人事件
- 1976年2月23日：大田区バーホステス死体なき殺人事件[154]
- 1976年2月29日：那覇市歩道上男性殺害事件[243]
- 1976年3月4日：香川県高瀬町タイヤ修理販売業者トラック爆殺事件[258]
- 1976年3月11日：富士市身元不明女性バラバラ殺人事件
- 1976年3月22日：大宮市露天商強盗殺人事件
- 1976年5月5日：山田町身元不明女性殺害・死体遺棄事件[233]
- 1976年5月11日：北部町坪井川主婦ひき逃げ遺棄事件
- 1976年5月15日：神戸まつり取材カメラマン殺害事件[259]
- 1976年5月31日：市原市看護婦2人強盗殺人事件[260]
- 1976年6月1日：丸亀市質商殺害事件[257]
- 1976年6月24日：浜松市主婦強盗殺人事件
- 1977年1月4日 - 2月13日：青酸コーラ無差別殺人事件
- 1977年1月11日：児玉町老夫婦殺害事件
- 1977年3月22日：浜松市主婦強盗殺人事件
- 1977年4月15日：浦和車両放火内ゲバ殺人事件
- 1977年5月9日：芝山町長宅前臨時派出所襲撃事件
- 1977年5月13日：盛岡市高校教師内ゲバ殺人・死体遺棄事件[233]
- 1977年6月10日：那覇市アパート身障者殺害事件[243]
- 1977年6月25日：結城殺人事件
- 1977年7月13日：大宮市たばこ商殺害事件
- 1977年9月9日：大里村ホステス殺害・死体遺棄事件[243]
- 1977年9月19日：生田原町身元不明女性殺害・死体遺棄事件[261]
- 1977年11月20日：具志川市女性殺害・死体遺棄事件[243]
- 1977年12月4日：マレーシア航空システム653便ハイジャック墜落事件
- 1977年12月22日：天童市女性工員殺人事件
- 1977年12月28日：沖縄市路上少女強姦殺人事件[243]
- 1978年：鳴海清殺害事件
- 1978年1月26日：水戸・勝田大学生3人内ゲバ殺人事件
- 1978年5月15日：岩槻市主婦殺害事件[262]
- 1978年5月28日：横瀬村身元不明女性殺害・死体遺棄事件
- 1978年7月3日：和歌山市米小売業女性殺害・放火事件
- 1978年7月21日：広島市印刷所経営者殺人・死体遺棄事件
- 1978年8月6日：印旛村中2女子殺害事件[263]
- 1978年9月7日：ゲオルギー・マルコフ暗殺事件（イギリス）
- 1978年9月14日：矢巾町女性事務員殺害事件[233]
- 1978年 - 1992年：レッドヘッド・マーダーズ（アメリカ合衆国）
- 1979年1月13日：市原市農協強盗殺人事件[264]
- 1979年1月21日：貝塚ビニールハウス殺人事件
- 1979年1月28日：三郷市江戸川河川敷身元不明男性殺害事件
- 1979年2月12日：市原市小6女児誘拐殺人・死体遺棄事件[265]
- 1979年3月27日：浦和市一家4人焼死不審火事件[266]
- 1979年5月23日：長岡京ワラビ採り殺人事件
- 1979年5月29日：習志野市会社員殺害事件[267]
- 1979年6月4日：甲府市看護婦失踪事件[268]
- 1979年6月7日：青森死体無き殺人事件[128]
- 1979年7月8日：水晶山（奥秩父山塊）の2女性変死事件[269][270][271]
- 1979年8月9日 - 1996年7月7日：北関東連続幼女誘拐殺人事件[注 4]
- 1979年10月9日：横浜市耳鼻科医院主婦殺害事件
- 1979年10月25日：秦野市主婦殺害事件
- 1979年12月15日：蕨市スーパー強盗放火殺人事件
- 1980年2月9日：元尾道市長夫妻殺害事件
- 1980年3月16日：遠野市主婦強盗殺人事件[233]
- 1980年3月18日：徳島公園女性殺害事件
- 1980年7月30日：杉戸町女子高生殺害事件[272]
- 1980年10月30日：大田区南千束路上5人内ゲバ殺人事件
- 1980年12月25日：岩泉町独居老人殺害事件[233]

#### 1981年（昭和56年）- 1990年（平成2年）
- 1981年3月20日 - 6月14日：新宿歌舞伎町ラブホテル連続殺人事件
- 1981年6月27日：みどり荘事件
- 1981年7月4日：松江市鹿島町主婦殺害事件
- 1981年7月16日：石見町女児殺人事件
- 1981年10月31日：旭川日通事件
- 1981年12月10日：葛生事件
- 1981年 - 1982年：ロス疑惑（アメリカ合衆国）
- 1982年12月 - 1983年2月10日：横浜浮浪者襲撃殺人事件 ※少年らが逮捕されたが、2件が未解決のまま時効
- 1982年6月7日：新宿歌舞伎町ディスコナンパ殺傷事件
- 1982年7月15日：プリンセス・ドウ殺害事件（アメリカ合衆国）
- 1982年9月29日 - 9月30日：タイレノール事件（アメリカ合衆国）
- 1983年2月8日：シャーガー誘拐事件（アイルランド）
- 1983年3月18日：呉市墓地2女性殺害事件
- 1983年5月22日：埼玉県美里村農薬入り牛乳主婦殺害事件
- 1983年6月7日：東鉄工業作業員宿舎放火殺人事件
- 1983年6月17日：那覇市旧大学体育館廊下男性殺害事件[243]
- 1983年12月19日：ジュール・リメ杯盗難事件（ブラジル）
- 1984年1月10日：城丸君事件
- 1984年1月30日：尾崎清光殺害事件
- 1984年2月 - 6月：埼玉愛犬家連続殺人事件
- 1984年2月10日：相模原市小1女児殺害事件[273]
- 1984年3月3日：青函連絡船摩周丸放火事件
- 1984年3月18日 - 1985年3月8日：グリコ・森永事件（警察庁広域重要指定114号事件）
- 1984年4月15日：銀座金塊強奪事件
- 1984年4月17日：水海道市身元不明男性布団袋死体遺棄事件[274]
- 1984年5月15日：長岡京市主婦殺害・放火事件[275]
- 1984年5月24日：水元公園オートバイ少年往来妨害致死事件[276]
- 1984年7月25日：世田谷区不動産業者死体なき殺人事件[277]
- 1984年9月6日：大阪市私設カジノ店員3人強盗殺人事件[221]
- 1984年10月26日：YOGTZE事件（西ドイツ）
- 1984年12月4日：和歌山市独居老女強盗殺人事件
- 1984年12月28日：横浜市貸金主婦失踪事件[278]
- 1985年1月8日：松橋事件
- 1985年3月15日：騎西町用水路男性変死事件[279]
- 1985年4月30日 - 11月17日：パラコート連続毒殺事件
- 1985年6月22日：杉並区防災無線電波ジャック事件
- 1985年7月19日：草加事件
- 1985年8月：大阪市台湾人宝石商コンクリ詰め殺人事件[154]
- 1985年8月2日：佐倉市母娘放火殺人事件[280]
- 1985年8月7日 - 1990年3月 - ストーンマン事件（インド）
- 1986年3月19日：福井女子中学生殺人事件 ※一度は男性1人が犯人として懲役7年の有罪判決が確定したが、後に再審無罪が確定
- 1986年10月31日：ピル治験女性バラバラ殺人事件
- 1987年5月3日：朝日新聞阪神支局襲撃事件（警察庁広域重要指定116号事件）
- 1987年6月6日 - 1988年9月2日 - 黒竜江省ハルビン市警察連続殺人事件（中華人民共和国）
- 1987年7月10日：沖縄市アパート女性殺害事件[243]
- 1987年9月14日 - 功明ちゃん誘拐殺人事件[281]
- 1987年11月22日：マックス・ヘッドルーム事件（アメリカ合衆国）
- 1987年12月25日：近藤真彦母親遺骨盗難事件
- 1988年3月3日：渋川市東鉄労幹部殺害事件[282]
- 1988年3月18日：名古屋妊婦切り裂き殺人事件
- 1988年4月27日：青森市浅虫芸者置き屋経営者殺人事件[283]
- 1988年5月20日：港区老名芸妓失踪事件[284]
- 1988年10月25日：青森市独居老女殺害事件[285]
- 1988年11月16日：綾瀬母子殺人事件
- 1988年3月23日：デボラ・リンズレー殺害事件（イギリス）
- 1988年9月5日：こだま485号殺人事件
- 1988年9月9日：篠崎ポンプ所女性バラバラ身元不明殺人事件
- 1988年12月4日：飯塚市女児失踪事件
- 1989年2月28日：福島女性教員宅便槽内怪死事件 ※捜査機関により事故と断定されているが、他殺であるという有意な主張がある
- 1989年3月30日：ボアベール神父殺害事件
- 1989年6月25日：革労協元幹部内ゲバ殺人事件
- 1989年6月30日：大牟田市薬局老夫婦殺害事件[286]
- 1989年12月2日：JR総連総務部長内ゲバ殺人事件
- 1989年12月13日：横浜市ゲーム喫茶女性店員失踪事件[287]
- 1990年1月29日：天皇陛下御在位六十年記念金貨大量偽造事件
- 1990年3月18日：長崎屋火災
- 1990年3月18日：優しいおじさん事件（小6男児殺害事件）
- 1990年3月22日：ジェラルド・ブル暗殺事件（ベルギー）
- 1990年4月12日：日本飛行機専務宅放火殺人事件
- 1990年5月12日：足利事件
- 1990年7月11日：小松市梯川保険金殺人被疑事件[288]
- 1990年10月 - 未公開株詐欺指名手配犯死体なき殺人事件[289]
- 1990年10月14日：豊中市小5女児殺害事件[290]
- 1990年11月1日 - 11月2日：警視庁独身寮爆破事件

#### 1991年（平成3年）- 2000年（平成12年）
- 1991年1月29日：イ・ヒョンホ誘拐殺人事件（朝鮮語版）（大韓民国）
- 1991年3月26日：カエル少年事件（大韓民国）
- 1991年7月12日：悪魔の詩訳者殺人事件
- 1991年7月21日：井川町身元不明女性殺害・死体遺棄事件
- 1991年9月4日：外務省審議官実父宅放火殺人事件
- 1991年9月11日：吹田市女児殺害・死体遺棄事件[291]
- 1991年9月26日：平塚市女性会社員ドラム缶バラバラ殺人事件
- 1992年1月3日：河口湖町資産家殺害事件
- 1992年2月6日：大利根町台湾人女性スナック店主溶鉱炉殺人事件[292]
- 1992年2月14日：東村山警察署旭が丘派出所警察官殺害事件
- 1992年5月8日：北区質店店主強盗殺人事件[293]
- 1992年7月17日：長南町の宅地造成地土中から白骨が出土した事件[294]
- 1992年8月2日：箱根町OA機器代理店経営女性殺人・死体遺棄事件[295]
- 1992年10月1日：金沢女性スイミングコーチ殺害事件[296]
- 1993年3月25日：長谷川町子遺骨盗難事件
- 1993年4月8日：カンボジア選挙監視員射殺事件
- 1993年4月11日：和D-53号事件
- 1993年5月4日：カンボジア文民警察官射殺事件
- 1993年5月9日：広島市安佐南区スーパー「フレスタ」店長強盗殺人事件
- 1993年6月10日 - 2000年4月24日：東海道新幹線墨子事件
- 1993年7月7日：尼崎市女性殺害事件
- 1993年8月5日：阪和銀行副頭取射殺事件
- 1993年8月5日：ハマル＝ダバン事件（ロシア連邦）
- 1993年8月27日：深谷市JR貨物労組役員夫婦内ゲバ殺傷事件[297]
- 1993年10月27日：八戸市女子中学生刺殺事件
- 1994年3月9日：松本市女性社員殺害事件
- 1994年4月6日：ハビャリマナとンタリャミラ両大統領暗殺事件（ルワンダ）
- 1994年4月23日：井の頭公園バラバラ殺人事件
- 1994年5月3日：大月市タクシー運転手強盗殺人事件
- 1994年5月10日：渋川市身元不明女性変死事件[298]
- 1994年6月13日：O・J・シンプソン事件 （アメリカ合衆国）
- 1994年9月14日：住友銀行名古屋支店長射殺事件
- 1994年10月：清華大学女子学生タリウム中毒事件（中国語版）（中華人民共和国）
- 1994年12月9日：名古屋市西区資産家殺害事件
- 1994年12月21日：日テレ安達祐実宛郵便爆弾事件
- 1995年3月30日：警察庁長官狙撃事件

※1995年（平成7年）4月27日以降、日本国内で発生した未解決の事件のうち、人を死亡させた罪で法定刑の最高が死刑にあたる犯罪（殺人罪・強盗殺人罪など）の公訴時効成立を取り止めた。なお、長期の専属捜査は継続され、被疑者発見・逮捕に行き着き次第解決に繋がらせることとなった。
◆…これ以降も公訴時効が成立した事件
- 1995年4月28日：倉敷市夫婦殺害・放火事件[299]
- 1995年5月24日：越谷市路上男性射殺事件[300]
- 1995年6月3日：二本松市永田男性殺害・死体遺棄事件
- 1995年6月9日：川口市暴力団組員射殺事件[301]
- 1995年7月4日：岸和田市トラック運転手失踪事件[302]
- 1995年6月14日：横浜市韓国人男性殺害事件[303]
- 1995年7月5日：北茨城市大北川における殺人・死体遺棄事件
- 1995年7月5日：立川市高松町独居女性強盗殺人事件
- 1995年7月22日：中央区八重洲消費者金融清掃員強盗致死事件
- 1995年7月28日：台東区池之端スナック経営者殺害事件
- 1995年7月30日：八王子スーパー強盗殺人事件[注 6]
- 1995年8月16日：ナイロビ日本人学校長射殺事件
- 1995年9月3日：高浜子供ルーム女性指導員殺害事件
- 1995年9月8日：大田原市麻雀店駐車場元暴力団組長射殺事件[304]
- 1995年9月12日：いわき市平字五色町女性殺害事件
- 1995年9月23日：和歌山県湯浅町スポーツ用品店主殺害事件
- 1995年10月18日：墨田区押上1丁目独居女性殺害事件[305]
- 1995年11月3日：鳳来町パチンコ景品交換所強盗殺人事件[306]
- 1995年11月22日：松本裕見子連れ去り事件◆
- 1995年12月28日：横芝光町老夫婦殺害・放火事件
- 1996年1月9日：熊谷市内荒川河川敷男性死体遺棄事件
- 1996年1月13日：アンバー・ハガーマン誘拐殺人事件（アメリカ合衆国）
- 1996年1月19日：南京大学女子学生バラバラ殺人事件（中国語版）（中華人民共和国）
- 1996年1月28日：弥富町男性殺害事件[307]
- 1996年2月17日：杉並区高円寺南4丁目マンション内強盗殺人事件
- 1996年3月3日：福山市喫茶店放火殺人事件[308]
- 1996年3月4日：目黒区柿の木坂1丁目マンション内男女射殺事件
- 1996年4月11日：池袋駅構内大学生殺人事件
- 1996年4月21日：芳賀郡市貝町身元不明男性殺害・死体遺棄事件
- 1996年5月2日：浦和市辻地内青果業者殺害・死体遺棄事件
- 1996年5月7日：カリフォルニア大教授邦人父娘射殺事件[309]
- 1996年5月15日：分水町男性殺害事件[310]
- 1996年8月1日：茨城町奥谷地内水田における殺人事件
- 1996年8月10日：伊勢原市不動産業者殺害・死体遺棄事件
- 1996年9月9日：柴又女子大生放火殺人事件
- 1996年10月30日：御嵩町長襲撃事件◆
- 1996年11月1日：舘岩村失踪主婦変死事件[311]
- 1996年11月6日：葛飾区都営アパート通路高齢女性殺害事件[312]
- 1996年12月26日：ジョンベネ殺害事件（アメリカ合衆国）
- 1996年12月28日：東郷町台湾人女性殺害事件[313]
- 1997年1月14日：多摩市貝取一丁目マンホール内失踪女性殺害事件
- 1997年2月8日：千葉市都立高校教諭強盗殺人事件
- 1997年2月10日：文京区本駒込6丁目文具店主殺害事件
- 1997年3月9日：ノトーリアス・B.I.G.殺害事件（アメリカ合衆国）
- 1997年3月16日：琴南町高1女子殺害・死体遺棄事件[314]
- 1997年3月19日：東電OL殺人事件
- 1997年3月19日：水戸市中大野地内那珂川における男性被害殺人・死体遺棄事件
- 1997年3月31日：浦和市常盤地内ゲームセンター女性従業員殺害事件
- 1997年4月4日：岐阜市病院内暴力団組長射殺事件[315]
- 1997年4月24日：ニカラグア邦人会社員殺害事件[316]
- 1997年4月25日：江東区佐賀一丁目運輸会社社長射殺事件
- 1997年4月27日：山形市蔵王山田身元不明男性殺害・死体遺棄事件
- 1997年5月 - 都城市安久町老女殺害・死体遺棄事件
- 1997年5月15日：尼崎市南竹谷町男性殺害事件
- 1997年5月27日：新潟市路上男性殺害事件[310]
- 1997年7月7日：横浜市公園内男性殺害事件[303]
- 1997年7月21日：フィリピンホテル邦人観光客殺害事件[317]
- 1997年8月3日：阿久根市大川強盗殺人事件
- 1997年8月14日：山一証券顧客相談室長殺害事件
- 1997年9月10日：常陸太田市茅根町における殺人事件
- 1997年9月16日：西宮市上甲東園独居女性殺害事件
- 1997年11月20日：世田谷区アパート独居老女殺害事件[318]
- 1997年12月25日：坂出市加茂町女性社長殺害事件
- 1998年1月14日：群馬一家3人殺害事件
- 1998年1月19日：名古屋市日通支店強盗殺人事件[319]
- 1998年2月2日：熱海港中古車販売会社社長射殺・死体遺棄事件[320]
- 1998年2月7日：横浜市独居老女殺害事件[303]
- 1998年2月20日：坂出送電塔倒壊事件◆
- 1998年3月2日：大分市松岡郵便局強盗殺人事件[321]
- 1998年3月5日：巣鴨三丁目占い師殺害事件
- 1998年3月22日：つくば市春日町地内における殺人事件
- 1998年3月28日：港区新橋1丁目中華料理店女性従業員殺害事件
- 1998年4月3日：文京区本駒込5丁目ビル内男性殺害事件
- 1998年4月8日：世田谷区新町2丁目路上男性殺害事件
- 1998年4月8日：豊島区不動産ブローカー殺害・死体遺棄事件
- 1998年4月11日：小野市浄谷町酒店強盗殺人事件
- 1998年4月14日：羽島市和菓子店女性従業員強盗殺人事件[322]
- 1998年5月：結城市飲食業男性死体なき殺人事件[323]
- 1998年5月1日：紀勢町保険金殺人被疑事件[324]
- 1998年5月1日：夜明駅嬰児殺害・死体遺棄事件[325]
- 1998年5月6日：北九州市高齢女性殺害事件[326]
- 1998年5月26日：結城市白銀町地内における女性被害殺人事件
- 1998年7月2日：村山団地内オカネ塚女性殺害事件
- 1998年7月11日：豊橋市パキスタン男性2人殺害事件[327]
- 1998年7月14日：名古屋市喫茶店女性店主強盗殺人事件[328]
- 1998年8月31日：須坂市毒入りウーロン茶殺人事件
- 1998年9月2日：町田市デザイン会社社長殺害事件[329]
- 1998年9月7日：東大井五丁目貴金属店店主強盗殺人事件
- 1998年9月11日：ニュージーランド邦人女性殺害事件[330]
- 1998年9月24日：横浜市中華料理店主殺害事件[303]
- 1998年10月3日：和歌山市不動産業者強盗殺人事件
- 1998年10月12日：見附市コンビニ店長変死事件[331]
- 1998年10月22日：横浜市韓国人男性殺害事件[303]
- 1998年11月6日：愛甲郡愛川町女性タクシー運転手殺害事件
- 1998年11月11日：川口市タクシー運転手強盗殺人事件
- 1998年11月24日：伊勢市女性記者行方不明事件
- 1998年12月7日：名古屋市戸田川河川敷中古車販売業者殺害事件[332]
- 1998年12月19日：品川区大井六丁目マンション殺人事件
- 1999年1月31日：打越町たばこ店母子殺害事件
- 1999年3月1日：熊谷市原島地内たばこ店強盗殺人事件
- 1999年3月31日：各務原市ガソリンスタンド店員殺人事件[322]
- 1999年4月23日：栃木県那須烏山市女子大生殺害事件
- 1999年4月26日：宇都宮女子学生殺害事件
- 1999年5月3日：筑波大学女子学生殺害事件
- 1999年7月12日：世田谷区新町二丁目新築工事現場内女性殺害事件
- 1999年7月26日：札幌市中央区タクシー運転手強盗殺人事件
- 1999年7月31日：碧南市トラック運転手殺害事件[333]
- 1999年8月2日：茂原市宮司殺害事件
- 1999年8月11日：小石川五丁目けん銃使用殺人事件
- 1999年9月16日：川崎信金猟銃強盗殺人事件[334]
- 1999年9月23日：和歌山市貸倉庫内男性殺害・死体遺棄事件
- 1999年10月1日：目黒不動尊中国人男性バラバラ殺人事件[335]
- 1999年10月8日：昭島市多摩川河川敷身元不明女性頭蓋骨遺棄事件[336]
- 1999年10月16日：広島市ゲートボール場ホームレス殺害事件[308]
- 1999年11月：石岡市焼却事件
- 1999年11月：北茨城市生き埋め事件
- 1999年11月1日：坂戸市北坂戸団地内女性殺害事件
- 1999年11月13日：名古屋市西区主婦殺害事件[注 6]
- 1999年11月15日：岐阜市路上タクシー運転手殺害事件[322]
- 1999年11月23日：港区六本木エステ店女性店員強盗致死事件[337]
- 1999年12月21日：船原ホテル跡地純金風呂盗難事件◆
- 1999年12月21日：台東区上野六丁目強盗殺人事件
- 1999年12月25日：徳島自衛官変死事件 ※捜査機関により自殺と断定されているが、他殺であるという有意な主張がある
- 2000年1月20日：広島市中区地下道16歳少女刺殺事件
- 2000年2月3日：杉並区高円寺北2丁目アパート内強盗殺人事件
- 2000年2月29日：伊香保町うどん店主殺害事件[338]
- 2000年3月6日：仙台市青葉区稲荷小路地内における路上強盗致死事件
- 2000年3月10日：越谷市蒲生西町地内独居老人殺害事件
- 2000年3月11日：久留米市路上自衛官殺害事件[339]
- 2000年4月5日：岐阜市敷島町独居老女殺害事件[322]
- 2000年4月27日：フィリピン邦人会社社長保険金殺人被疑事件[340]
- 2000年4月30日：東久留米市大門町ファミコンショップ内殺人事件
- 2000年5月4日：茨城少年リンチ殺人事件
- 2000年5月9日：寂光院放火事件◆
- 2000年5月10日：岐阜市尻毛地内における殺人事件
- 2000年5月31日：津市大字神戸独居老女殺害事件
- 2000年6月14日：亘理町町道男性ひき逃げ殺人事件[341]
- 2000年6月18日：大間々町暴力団幹部強盗殺人事件[338]
- 2000年6月25日：佐和田町高齢女性殺人事件[310]
- 2001年10月29日：前橋市広告会社社長射殺事件[338]
- 2000年7月9日：福岡県宇美町コンビニ店長殺害事件
- 2000年7月21日：宇佐市四日市男性殺害事件
- 2000年9月3日：広島市佐伯区スーパー強盗殺人事件
- 2000年9月9日：水戸市千波町地内における殺人事件
- 2000年9月17日：鹿児島市田上台独居老女強盗殺人事件[342][343]
- 2000年9月29日：江東区亀戸漫画家女性殺害事件
- 2000年10月5日：札幌市豊平区タクシー運転手強盗殺人事件
- 2000年11月30日：横浜市南区真金町強盗殺人事件
- 2000年12月8日：北広島町老人ホーム施設長殺害事件[308]
- 2000年12月26日：岐阜市三田洞東老女強盗殺人事件[322]
- 2000年12月30日：世田谷一家殺害事件

### 21世紀

#### 2001年（平成13年）- 2010年（平成22年）
- 2001年1月17日：広島家族3人放火殺人事件
- 2001年1月24日：神栖市大野原地内スナックにおける店主被害殺人事件
- 2001年2月17日：加須市ドラッグストア副店長強盗致死事件[344]
- 2001年2月17日：福岡市東区老夫婦強盗殺人事件
- 2001年3月2日：釧路市光陽町独居老女殺害事件
- 2001年3月17日：巻町男性殺害事件[310]
- 2001年4月14日：西那須野女子大生刺殺事件
- 2001年5月1日：茨木スーパー店員刺殺事件[注 6]
- 2001年5月15日：日本平山頂殺人事件
- 2001年5月19日：千葉市若葉区貝塚町夫婦失踪事件
- 2001年5月23日：長野市豊野町男性殺害事件
- 2001年5月23日：さいたま市栄和5丁目男女殺害放火事件
- 2001年5月25日：鴻巣市米穀店緊縛強盗致死事件[345]
- 2001年5月29日：神戸市須磨区男性殺害事件
- 2001年6月3日：神戸市小3女児ひき逃げ殺人事件[346]
- 2001年6月4日：横浜市車椅子男性殺害・放火事件[303]
- 2001年6月29日：若松主婦殺人事件[注 6]
- 2001年7月12日：入間市高齢女性強盗致死事件[347]
- 2001年7月19日：田川市タクシー運転手強盗殺人事件[348]
- 2001年7月25日：古河市鴻巣地内における女性スナック経営者被害殺人事件
- 2001年8月30日：西日暮里二丁目区立諏訪台中学校前路上殺人事件
- 2001年9月1日：歌舞伎町ビル火災
- 2001年9月3日：岐阜市山吹町主婦強盗殺人事件[322]
- 2001年9月10日：京都市左京区主婦殺害事件
- 2001年9月27日 - 川口市芝地内男性殺害・死体遺棄事件
- 2001年10月21日：鳩山町山林身元不明男性頭蓋骨遺棄事件[349][350]
- 2001年10月29日：前橋市広告会社社長射殺事件[338]
- 2001年11月17日：舞鶴高3女子殺害事件
- 2002年：帝京大学医学部裏口入学事件◆
- 2002年1月4日：本所三丁目アパート内女性強盗殺人事件
- 2002年1月9日：神栖市知手中央における殺人事件
- 2002年1月24日：川口市並木地内不動産業者殺人事件
- 2002年1月31日：古河市(旧総和町)下大野地内における社長夫人殺害事件
- 2002年2月9日：つがる市議会議員殺害事件
- 2002年2月12日：江東橋一丁目マンション敷地内殺人並びに死体遺棄等事件
- 2002年3月16日：篠崎ポンプ所敷地内個人タクシー強盗殺人事件
- 2002年4月7日：TAJIMA号事件
- 2002年4月14日：平野母子殺害事件
- 2002年5月3日：志津川夫婦殺害事件[351]
- 2002年5月15日：新座市栗原2丁目地内男性殺害事件
- 2002年5月23日：川西市路上会社員殺害事件[352]
- 2002年6月26日：日南市油津港元石材店従業員射殺事件
- 2002年7月11日：吉田湾における女性被害の殺人事件
- 2002年7月22日：秋田市八橋貸金業者殺害事件
- 2002年9月17日：三条市高齢女性殺害事件[310]
- 2002年10月2日：坂浜路上自動車盗による強盗殺人事件[353]
- 2002年10月4日：神栖市溝口地内における不動産会社社長被害殺人事件
- 2002年10月15日：新十津川町主婦殺害事件[354]
- 2002年10月15日：佐久市長土呂強盗殺人事件
- 2002年11月1日：東久留米市タクシー運転手強盗殺人事件[355]
- 2002年11月4日：長野市若里男性殺害事件
- 2002年11月29日：杉並区下井草アパート中国人男性殺害事件[356]
- 2002年12月10日：北砂七丁目質店経営者夫婦強盗殺人事件[注 6]
- 2002年12月23日：秋田市太平八田女性殺害・放火事件
- 2002年12月25日：王貞治夫人遺骨盗難事件◆
- 2003年1月22日：呉市高齢女性殺害事件[308]
- 2003年2月19日：福岡市博多区妻殺害事件
- 2003年2月21日：西新井本町一丁目マンション内女性強盗殺人事件
- 2003年2月21日：神戸市須磨区女性殺害事件
- 2003年3月2日：大和市高齢男性殺人事件
- 2003年3月11日：日原街道脇崖下女性殺害事件
- 2003年3月12日：蕨市南町地内個人タクシー強盗殺人事件
- 2003年4月30日：つくば市谷田部地内谷田川における男性被害殺人死体遺棄事件
- 2003年5月5日：佐野市暴力団事務所2人射殺事件[304]
- 2003年5月14日：栃木市暴力団組員射殺事件[304]
- 2003年5月14日：五色台電波塔倒壊未遂事件◆
- 2003年5月20日：泉南郡熊取町小4女児誘拐事件
- 2003年5月22日：東山区宮川町お好み焼店主殺害事件
- 2003年6月9日：武豊騎手親類撲殺事件
- 2003年7月9日：五霞町女子高生殺害事件[注 6]
- 2003年8月6日：宇都宮市宮園町嬰児殺害・死体遺棄事件
- 2003年9月7日：小山市塚崎男性殺害事件
- 2003年9月10日：京都市左京区マンション女性殺害事件
- 2003年10月3日：水戸市新荘地内における独居老女被害殺人事件
- 2003年10月24日：下連雀薬局内強盗殺人事件
- 2003年11月17日：大島町波浮港カキハラ磯身元不明女性殺人被疑事件[357][350]
- 2003年11月27日：鹿追町泉町老女殺害事件
- 2003年11月29日：イラク日本人外交官射殺事件
- 2004年1月28日：葛飾区堀切5丁目女性死亡連続放火事件
- 2004年2月5日：浜田市老女殺害事件[358]
- 2004年2月3日：福知山市三春峠身元不明男性殺害・死体遺棄事件[359]
- 2004年2月6日：国分寺町暴力団員轢殺事件[304]
- 2004年2月9日：氏家町小1男児転落死事件[360]
- 2004年2月9日：鳥栖市会社員殺害事件[注 6]
- 2004年2月17日：四日市ジャスコ誤認逮捕死亡事件◆
- 2004年3月24日：板橋区小茂根5丁目アパート内男性殺害事件
- 2004年4月1日：辰巳二丁目都立公園内殺人事件
- 2004年4月8日：東富士五湖道路のり面における死体遺棄事件
- 2004年4月9日：和光市本町地内女性看護師殺害事件
- 2004年4月13日：長浜町女性放火殺人事件
- 2004年4月16日：水戸市常磐町地内における男性被害殺人事件
- 2004年5月10日：町屋七丁目マンション駐車場内外国人殺害事件
- 2004年5月12日：竪川第一公園バラバラ殺人事件
- 2004年6月20日：茨城県岩井市女子高生殺害事件
- 2004年9月4日：蕨市中央7丁目地内食料品店店員強盗殺人事件
- 2004年9月9日：豊明母子4人殺害事件
- 2004年9月15日：土岐市主婦殺害事件[322]
- 2004年9月27日：日本橋室町一丁目チケットショップ内女性店員殺人事件[注 6]
- 2004年9月30日：三木市志染町広野女性強盗殺人事件
- 2004年10月3日：京都市木屋町建設会社社長傷害致死事件◆[361]
- 2004年10月15日：足立区六木四丁目アパート放火殺人事件
- 2004年10月15日：調布市上石原一丁目店舗兼用住宅放火殺人事件
- 2004年11月27日：小石原村山中廃車内身元不明男性殺人被疑事件[362][350]
- 2004年11月30日：大阪市浪速区韓国人女性従業員殺害事件
- 2004年12月2日：六本木米国人会社経営者殺害事件
- 2004年12月5日：逗子市女性殺害事件[303]
- 2005年1月13日：石狩市会社員強盗殺人事件[注 6]
- 2005年1月31日：郡上市和良町夫婦強盗殺人事件[322][注 6]
- 2005年2月14日：府中市信用金庫社員殺害事件[363]
- 2005年3月15日：栃木県塩谷町地内死体遺棄事件
- 2005年3月25日：東かがわ市三本松女性殺害事件
- 2005年6月16日：むつ市川内町女性殺害事件
- 2005年8月26日：筑紫野市高齢男性強盗殺人事件
- 2005年8月25日：横浜市都筑区鴨池公園内女性殺害事件
- 2005年8月28日：川崎市老女強盗殺人事件
- 2005年9月19日：水戸市根本町地内における女性被害殺人・死体遺棄事件
- 2005年10月9日：松山市立花二丁目における独居男性被害の殺人事件
- 2006年1月10日：堺市母娘殺傷事件[注 6]
- 2006年2月6日：石岡市小倉地内における男性被害放火・殺人事件
- 2006年6月5日：中川区大当郎地内老夫婦被害強盗殺人事件[注 6]
- 2006年6月15日：福岡市中古車販売業男性殺害事件
- 2006年6月29日：野方六丁目店舗併用住宅における出火焼死事件
- 2006年7月14日：一関市滝沢強盗殺人事件[注 6]
- 2006年8月4日：上野公園ボート池男性殺害事件
- 2006年8月31日：神戸市灘区女性強盗殺人事件
- 2006年9月24日：桜川市岩瀬地内における身元不明女性被害殺人・死体遺棄・損壊事件
- 2006年6月12日：川口市職員強盗殺人事件[364]
- 2006年11月11日：瀬戸市ネパール人調理人変死事件[365]
- 2006年12月21日：函館市タクシー運転手強盗殺人事件[注 6]
- 2006年12月24日：さいたま市南区文蔵地内男性殺害事件
- 2007年1月12日：南砂六丁目複合施設駐車場内における殺人・死体遺棄事件
- 2007年1月15日：京都精華大学生通り魔殺人事件[注 6]
- 2007年2月19日：つがる市下牛潟町における男性殺害事件
- 2007年4月5日：昭島市多摩川河川敷ホームレス男性殺害事件
- 2007年5月1日：片品村身元不明女性死体遺棄被疑事件[366]
- 2007年5月3日：相模原市北里大女性秘書失踪事件[367]
- 2007年5月12日：尼崎市高齢女性失踪事件[368]
- 2007年5月30日：小湊ホテル三日月黄金風呂浴槽盗難事件[369]◆
- 2007年8月：松戸市リサイクルショップ経営者変死事件
- 2007年8月10日：岐阜市衆議院議員事務所放火事件◆
- 2007年8月20日 - 2014年5月6日：セイリッシュ海における人間の足の発見（カナダ＝アメリカ合衆国国境）
- 2007年9月27日：ミャンマー邦人ジャーナリスト射殺事件
- 2007年10月6日：広島市高齢男性殺人事件[370]
- 2007年11月9日：長野市権堂町居酒屋殺人事件
- 2007年11月25日：タイ旅行中邦人女性殺害事件[371]
- 2007年12月10日：代々木一丁目書店事務所内強盗殺人事件[注 6]
- 2007年12月15日：歌志内市高齢女性死亡不審火事件[372]
- 2007年12月26日：湖北省黄岡市紅安県8人殺害事件（中華人民共和国）
- 2008年1月17日：市原市姉崎における男性殺害事件
- 2008年3月3日：下関市竹崎町男性殺害事件
- 2008年3月16日：西新宿事件
- 2008年3月17日：中村北二丁目アパート内強盗殺人事件
- 2008年5月2日：豊田市女子高生殺害事件[注 6]
- 2008年6月27日：金沢市久安独身男性殺人事件[注 6]
- 2008年7月11日：千葉市中央区中央港における女性死体遺棄事件
- 2008年8月17日：川口市南前川地内男性殺害事件
- 2009年1月9日：中田カウス金属バット襲撃事件◆
- 2009年2月25日：台東区東上野二丁目マンション内殺人事件
- 2009年5月25日：板橋資産家夫婦放火殺人事件
- 2009年6月16日：ピーター・バーグマン事件（アイルランド）
- 2009年6月19日：鹿児島高齢夫婦殺害事件
- 2009年7月17日：鳥取市拳銃使用タクシー強盗殺人事件
- 2009年8月29日：中村北二丁目アパート内強盗殺人事件
- 2009年8月29日：福岡市ネパール人留学生行方不明事件[373]
- 2008年8月30日：相模原市路上女性殺害事件[303]
- 2009年9月30日：熊谷市小4男子死亡ひき逃げ事件
- 2009年10月7日：むつ市会社役員女性殺害事件[374]
- 2009年11月1日：新潟市タクシー運転手強盗殺人事件[注 6]
- 2009年11月16日：大阪西成女医不審死事件
- 2009年11月17日：浜松市麻雀店放火殺人事件
- 2010年2月11日：水戸市渡里町地内における女性被害殺人事件
- 2010年3月10日：高知市高須本町舟入川嬰児死体遺棄事件
- 2010年3月15日：福岡市能古島女性会社員死体遺棄事件[注 6]
- 2010年4月20日：富山市会社役員夫婦放火殺人事件[注 6]
- 2010年4月30日：西保木間二丁目公園内嬰児死体遺棄事件
- 2010年5月20日：平塚市タクシー運転手強盗殺人事件[375]
- 2010年6月21日：君津市笹死体遺棄事件[376]
- 2010年10月29日：警視庁国際テロ捜査情報流出事件◆
- 2010年11月3日：加賀市コンビニ店員強盗殺人事件[注 6]
- 2010年12月6日：秦野市酒店女性店主強盗殺人事件[377]

#### 2011年（平成23年）- 2020年（令和2年）
- 2011年2月4日：厚真猟銃事件
- 2011年2月19日：南相馬市高3女子失踪・変死事件
- 2011年2月14日：千丈寺湖身元不明男性コンクリ詰め死体遺棄事件[378]
- 2011年7月5日：小樽資産家女性殺害事件
- 2011年7月25日：2011年衆議院サーバーハッキング事件◆
- 2011年8月27日：伊豆大島女性変死事件[379]
- 2011年10月3日：東久留米市マンション汚水槽内変死事件[380][381]
- 2011年11月28日：荒川区路上男性会社員刺殺事件[注 6]
- 2011年11月18日：苫小牧市路上男性変死事件[382]
- 2011年11月19日：松阪市ひき逃げ遺棄事件
- 2012年1月17日：黒瀬建設社長銃撃事件
- 2012年3月28日：岩沼市梶橋地内における女性被害殺人事件
- 2012年4月10日：松山市女性殺害事件[383]
- 2012年4月24日：仙台徳洲会病院駐車場内殺人・死体遺棄事件[注 6]
- 2012年5月22日：西条市新川河口嬰児殺害・死体遺棄事件[384]
- 2012年7月8日：筑紫野市元工藤会幹部射殺事件[385]
- 2012年7月30日：亘理町用水路男性変死事件[386]
- 2012年9月1日：横手市会社役員殺人・死体遺棄事件
- 2012年10月25日：堀切四丁目荒川河川敷内殺人・死体遺棄事件
- 2012年11月19日：横浜市公園内男性射殺事件[387]
- 2012年12月5日：広島市介護施設入居女性放火殺人事件[388]
- 2012年12月29日：ルソン邦人男性射殺事件[389]
- 2013年3月：坂東市中国人技能実習生死体遺棄事件[390]
- 2013年3月26日：山口市佐山母娘強盗殺人事件[注 6]
- 2013年3月27日：京都市金融会社社長失踪事件[391]
- 2013年3月29日：秦野市ベトナム人女性殺害事件[392]
- 2013年6月1日：市原市土宇における男性殺人事件
- 2013年6月23日：習志野市茜浜女性殺害事件
- 2013年7月15日：ケニア邦人会社員強盗殺人事件[393]
- 2013年8月11日：岡崎市会社役員殺害事件
- 2013年8月17日：泉南市樽井漁港女性殺害事件[394]
- 2013年8月29日：江戸川区中葛西アパート白骨死体遺棄事件[395][396]
- 2013年9月21日：新発田市駐車場車内女性殺害事件
- 2013年10月16日：越谷市トラック運転手殺害事件[397]
- 2013年11月26日：富津市ベトナム人女性殺害事件[398]
- 2013年12月10日：高岡市会社役員殺害事件[399]
- 2013年12月20日：北九州市漁協組合長射殺事件
- 2014年1月28日：千葉市緑区あすみが丘男性殺害事件[400]
- 2014年3月8日：マレーシア航空370便墜落事故（インド洋周辺海域）
- 2014年4月6日：杉並区天沼一丁目放火殺人事件
- 2014年4月21日：浜松市高齢女性殺害事件[401]
- 2014年5月6日：御宿町身元不明男性死体遺棄事件[402]
- 2014年5月6日：マニラ邦人旅行代理店代表射殺事件[403]
- 2014年5月19日：大阪市府営住宅自治会長殺害事件[404]
- 2014年7月23日：新潟市東区男性殺害事件
- 2014年11月28日：浜松市女性介護士殺害事件[405]
- 2014年12月21日：茨木市宿久庄女性殺害事件[406]
- 2015年2月22日：うるま市高齢女性殺害事件[407]
- 2015年3月25日：我孫子市会社員女性変死事件[408]
- 2015年4月21日：湯河原町女性殺害・放火事件[409]
- 2015年5月17日：川崎市簡易宿泊所火災
- 2015年5月31日：東京駅コインロッカー死体遺棄事件[410][411][412]
- 2015年7月20日：横浜市南区主婦殺害事件[413]
- 2016年2月：門真市失踪老女マンホール内死体遺棄事件[414]
- 2016年2月9日：葉山町高齢女性殺害事件[415]
- 2016年3月10日：蒲郡市神ノ郷町高齢女性殺害事件
- 2016年7月：福島市韓国人女性失踪事件[416]
- 2016年7月31日：ルソン市邦人男性射殺事件[417]
- 2016年9月14日：町田市金森東土中身元不明男性白骨発見事件[418]
- 2016年9月26日：大分市会社員女性失踪事件[419]
- 2016年10月31日：函館市西旭岡町1丁目における女性殺害事件
- 2016年11月23日：川崎市多摩川少年水死事件[420]
- 2016年12月15日：岐阜市女性嬰児殺害・死体遺棄事件[421]
- 2017年5月10日：上牧町介護施設入所女性殺害事件[422]
- 2017年6月7日：川崎市雑居ビル床下死体遺棄事件[423]
- 2017年7月29日：大分市ビル会社員女性転落死事件[424]
- 2017年9月30日：北九州市小倉南区女性死体遺棄事件
- 2017年11月8日：羽村市建設会社社長失踪事件[425]
- 2017年12月4日：新発田市老夫婦殺害事件[426]
- 2017年12月12日：相模原市路上会社員殺害事件[427]
- 2017年12月31日：つくば市高齢夫婦殺害事件[428]
- 2018年5月2日：吉川市高齢女性死亡不審火事件[429]
- 2018年6月12日、6月19日：青森市高齢女性2人連続殺人事件[430]
- 2018年7月21日：いわき市平鎌田高齢女性殺害事件
- 2018年9月：守山市の自宅兼店舗排水管骨片[431]
- 2018年10月25日：名古屋市中川区パチンコ製造機器社長殺害事件
- 2018年12月12日：知多市身元不明女性死体遺棄事件[432]
- 2019年3月19日：エチオピア鉱山採掘関係者5人襲撃事件[433]
- 2019年3月20日：横浜市ラーメン店内暴力団幹部殺害事件[434]
- 2019年8月16日：足利市用水路ベトナム人元技能実習女性変死事件[435]
- 2019年9月：伊豆の国市防水加工会社社員暴行死事件[436]
- 2019年9月21日：山梨キャンプ場女児失踪事件※失踪した女児は遺体で発見されたものの、死因は判明せず、事件事故の両面で捜査は継続されている[437][438]。
- 2020年5月27日：今治市高齢男性殺害事件[439]
- 2020年6月2日：南アルプス市女性画家殺害・死体遺棄事件[440]
- 2020年6月30日：京都市南区久世町高齢女性殺害事件
- 2020年10月19日：下田市サンドスキー場の子供白骨[441]
- 2020年11月29日：国立市都営住宅主婦転落死事件[442]
- 2020年12月5日、12月6日：住吉会・稲川会連続抗争殺人事件[443][444]

#### 2021年（令和3年）- 現在
- 2021年4月30日：札幌市新聞配達員変死事件[445]
- 2021年9月4日：いわき市小名浜暴力団関係者殺害事件[446]
- 2021年11月17日：メキシコ邦人男性暴行死事件[447]
- 2022年1月15日：白岡市中3男子傷害致死事件[448]
- 2022年1月18日：日光市廃ゴルフ場身元不明男性死体遺棄事件
- 2022年2月12日：藤井寺市の解体中空き家床下頭蓋骨[449]
- 2022年4月7日：九州大跡地身元不明男性死体遺棄事件[450]
- 2022年4月12日：鹿屋市高齢女性殺害・死体遺棄事件[451]
- 2022年5月9日：東村山市一家4人心中・三男変死事件[452]
- 2022年9月21日：伊勢崎市自販機コーナー管理人殺害事件[453]
- 2023年1月6日：狭山市暴力団組長射殺事件[454]
- 2023年3月11日：パラグアイ在住邦人射殺事件[455]
- 2023年4月28日：筑北村のブルーシート下頭蓋骨[456]
- 2023年11月9日：松戸市中国人女性殺害事件
- 2023年12月10日：松山市女性嬰児殺害事件[457]
- 2024年6月2日：パラグアイ在住邦人兄弟強盗殺人事件[458]
- 2024年6月27日：千葉市住宅床下死体遺棄事件[459][460]

## 関連書籍
- 歴史の謎研究会編『世界史の謎と暗号 ダ・ヴィンチ、ジャンヌ・ダルク、始皇帝、モーツァルト…歴史を変えた37人の奇妙な「痕跡」』（青春出版社、2006）
- 日本博学倶楽部『世界史未解決事件ファイル「モナリザ贋作疑惑」から「アポロ11号着陸捏造疑惑」まで』（PHP研究所、2006）
- 歴史の謎研究会編『未解決事件の謎と暗号　歴史の闇に消えた…』（青春出版社、2007）
- 日本博学倶楽部『日本史未解決事件ファイル「聖徳太子架空人物説」から「西郷隆盛生存説」まで』（PHP研究所、2005）
- 松本清張『日本の黒い霧（全）』（文芸春秋、1973）
- 矢田喜美雄『謀殺 下山事件』（講談社、1973）
- 柴田哲孝『下山事件 最後の証言』（祥伝社、2005）
- 大野達三『松川事件の犯人を追って』（新日本出版社、1991）
- 朝日新聞社116号事件取材班『新聞社襲撃 テロリズムと対峙した15年』（岩波書店、2002）
- エスエル出版会編『謀略としての朝日新聞襲撃事件 赤報隊の幻とマスメディアの現在』（エスエル出版会、1988）
- 谷川葉『警察が狙撃された日 国松長官狙撃事件の闇」』（講談社プラスアルファ文庫、2002）
- 柳川喜郎『襲われて 産廃の闇、自治の光』（岩波書店、2009）
- 森下香枝『グリコ・森永事件「最終報告」真犯人』（朝日新聞社、2007）
- 『日本の「未解決事件」100（別冊宝島）』（宝島社、2011）
- 『【昭和・平成】9大未解決事件の真犯人』（宝島社、2009）
- 週刊朝日ムック『未解決事件ファイル 真犯人に告ぐ』（朝日新聞出版、2010）
- 清水潔『殺人犯はそこにいる〜隠蔽された北関東連続幼女誘拐殺人事件』（新潮社2013）

## 未解決事件の捜査を描く作品
- コールドケース 迷宮事件簿
- 絶対零度〜未解決事件特命捜査〜
- 時効警察
- おみやさん
- ケイゾク
- SPEC〜警視庁公安部公安第五課 未詳事件特別対策係事件簿〜
- 天使と悪魔-未解決事件匿名交渉課-
- 64（ロクヨン）
- シグナル 長期未解決事件捜査班
- 帝銀事件